# Josephine County
Josephine County ist ein County im Bundesstaat Oregon der Vereinigten Staaten. Das U.S. Census Bureau hat bei der Volkszählung 2020 eine Einwohnerzahl von 88.090 ermittelt. Der Verwaltungssitz (County Seat) ist Grants Pass.

## Geographie
Das County hat eine Fläche von 4252 Quadratkilometern; davon sind 5 Quadratkilometer (0,12 Prozent) Wasserfläche. Es wird vom Office of Management and Budget zu statistischen Zwecken als Grants Pass, OR Metropolitan Statistical Area geführt.

## Geschichte
Das County wurde am 22. Juni 1856 gebildet und ist nach dem Josephine Creek benannt, dessen Name auf Josephine Rollins, die erste Amerikanerin im County, zurückgeht.
Im County liegt eine National Historic Landmark, das nahe dem Oregon Caves National Monument gelegene Oregon Caves Chateau. 59 Bauwerke und Stätten des Countys sind im National Register of Historic Places (NRHP) eingetragen (Stand 12. Juli 2018).

## Demografische Daten

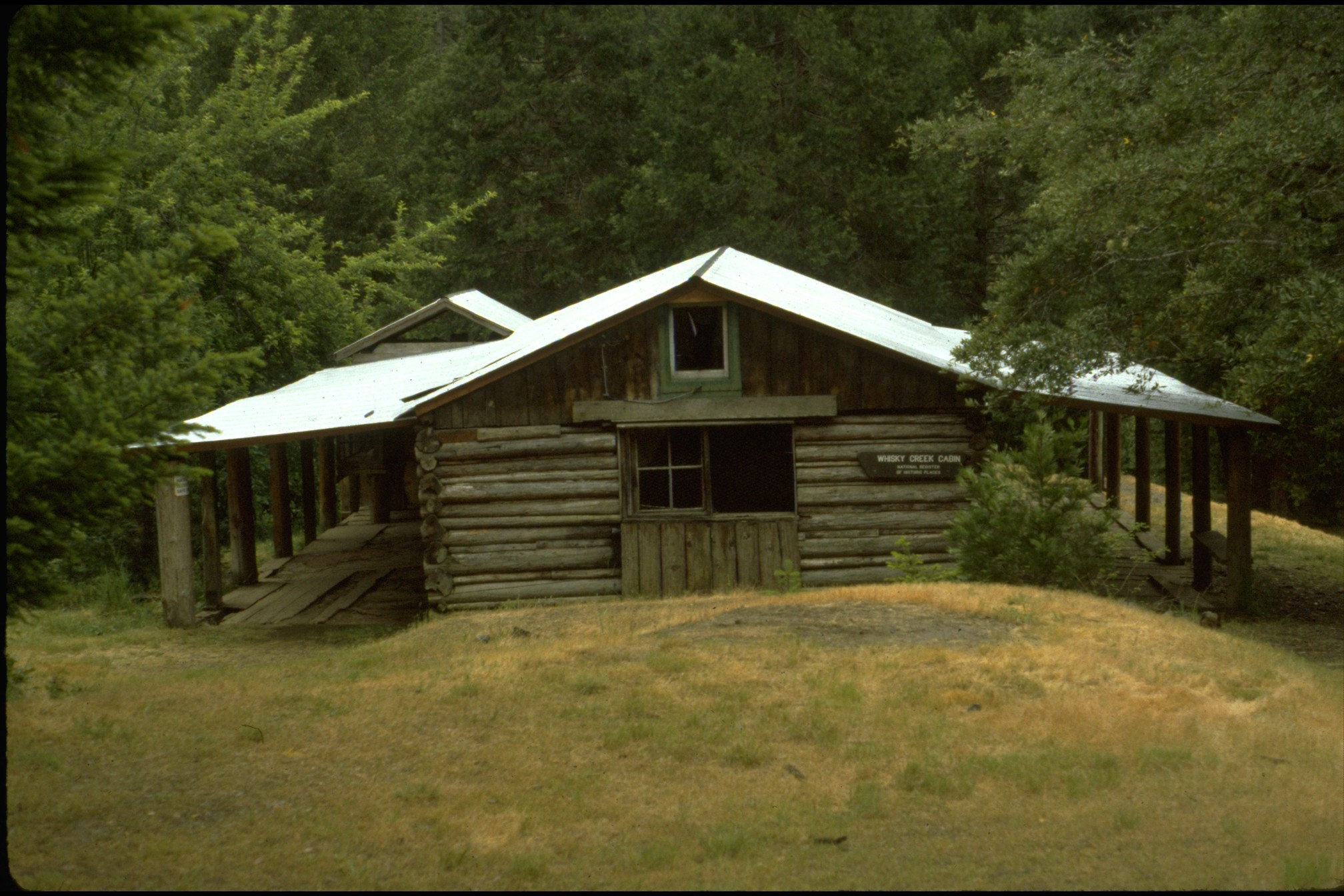
Die Whisky Creek Cabin, gelistet im NRHP mit der Nr. 75001584

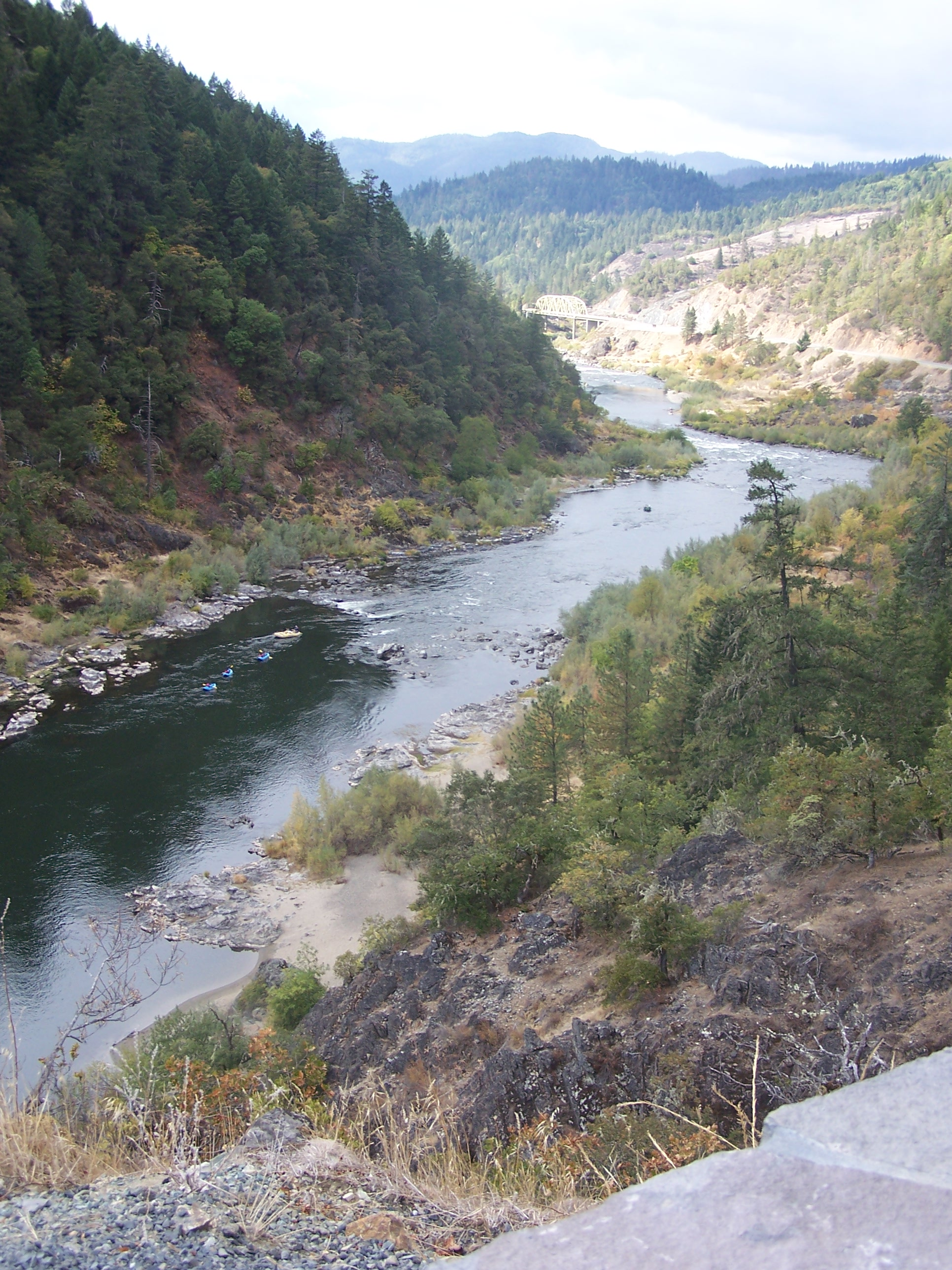
Oberlauf des Rogue Rivers, nahe dem Indian Mary Park

Nach der Volkszählung im Jahr 2000 lebten im County 75.726 Menschen. Es gab 31.000 Haushalte und 21.359 Familien. Die Bevölkerungsdichte betrug 18 Einwohner pro Quadratkilometer. Ethnisch betrachtet setzte sich die Bevölkerung zusammen aus 93,9 % Weißen, 0,27 % Afroamerikanern, 1,25 % amerikanischen Ureinwohnern, 0,63 % Asiaten, 0,11 % Bewohnern aus dem pazifischen Inselraum und 1,17 % Prozent aus anderen ethnischen Gruppen; 2,68 % stammten von zwei oder mehr ethnischen Gruppen ab. 4,26 % der Bevölkerung waren spanischer oder lateinamerikanischer Abstammung.
Von den 31.000 Haushalten hatten 26,9 % Kinder und Jugendliche unter 18 Jahre, die bei ihnen lebten. 54,4 % waren verheiratete, zusammenlebende Paare, 10,4 % waren allein erziehende Mütter. 31,1 % waren keine Familien. 25,4 % waren Singlehaushalte und in 12,1 % lebten Menschen im Alter von 65 Jahren oder darüber. Die Durchschnittshaushaltsgröße betrug 2,41 und die durchschnittliche Familiengröße lag bei 2,85 Personen.
Auf das gesamte County bezogen setzte sich die Bevölkerung zusammen aus 23,1 % Einwohnern unter 18 Jahren, 6,5 % zwischen 18 und 24 Jahren, 23,2 % zwischen 25 und 44 Jahren, 27,2 % zwischen 45 und 64 Jahren und 20,1 % waren 65 Jahre alt oder darüber. Das Durchschnittsalter betrug 43 Jahre. Auf 100 weibliche Personen kamen 94,60 männliche Personen, auf 100 Frauen im Alter ab 18 Jahren kamen statistisch 91,10 Männer.

Das jährliche Durchschnittseinkommen eines Haushalts betrug 31.229 USD, das Durchschnittseinkommen der Familien betrug 36.894 USD. Männer hatten ein Durchschnittseinkommen von 30.798 USD, Frauen 22.734 USD. Das Prokopfeinkommen betrug 17.234 USD. 15,0 % der Bevölkerung und 11,3 % der Familien lebten unterhalb der Armutsgrenze. 21,1 % davon waren unter 18 Jahre und 6,8 % waren 65 Jahre oder älter.